# Paul Anton Winneberger
Paul Anton Winneberger   (Bad Mergentheim, 7 d'octubre de 1758 - Hamburg, 8 de febrer de 1821) fou un violoncel·lista i compositor alemany.
Va començar la seva carrera musical a l'edat de nou anys com a alt al Mergentheim Hofkapelle, i cinc anys després va ser nomenat organista a l'església dominicana. Després d'estudiar teologia a les universitats de Würzburg i Heidelberg, 1775/78, es va traslladar a Mannheim, on va ensenyar al seminari dels jesuïtes i va exercir d'organista de l'església; va estudiar composició amb Georg Joseph Vogler i Ignaz Holzbauer i el violí amb Georg Czarth i Ignaz Fränzl, que el van animar a canviar del violí al violoncel.
El 1780 Wineberger es va unir a la Hofkapelle of Prince (Fürst) Kraft Ernst von Oettingen-Wallerstein, i cinc anys després va ser nomenat violoncel·lista principal i primer Konzertmeister. Durant els anys 1780 i 90 va produir un flux constant de música per a conjunts de cort a Wallerstein: la seva composició més antiga és una symphonie concertante per a dues trompes i orquestra en mi major.
A partir del 1798 va viure com a violoncel·lista i professor de música a Hamburg.